# 齿叶翅茎草
齿叶翅茎草（学名：Pterygiella bartschioides），为玄参科翅茎草属下的一个种。

## 扩展阅读
維基物種上的相關：齿叶翅茎草